# Иваниха (Саратовская область)
Иваниха — село в Перелюбском районе Саратовской области. Административный центр Иванихинского сельского поселения.

## География
Село расположено на востоке региона, в северо-восточной части района, в пределах Сыртовой равнины, на реке Камелик. До районного центра 15 км. У села расположено водохранилище.

## История
Село основано в 1910 году, население — 729 человек.

## Население
| 2002 | 2010 |
| ---- | ---- |
| 775  | ↘620 |

## Инфраструктура
Администрация поселения.
В центре села возведен Обелиск в память о погибших в Великой Отечественной.

## Транспорт
Автомобильная дорога 63К-00581 «Иваниха — Новокамелик» (идентификационный номер 63-000-000 ОП РЗ 63К-00581) (Приложение N 24 к постановлению
Правительства Саратовской области от 6 мая 2008 г. N 175-П «Перечень автомобильных дорог общего пользования регионального или межмуниципального значения, расположенных на территории Перелюбского муниципального района Саратовской области»).